# کوه شاه کی‌خسرو
غار کیخسرو یا کوه شاه کیخسرو یا کوه شاه زنده در ۲۵ کیلومتری جادهٔ شازند به توره و در شهرستان شازند واقع گشته‌است
ارتفاع تقریبی این کوه همان‌طور که در تابلویی در قلهٔ ان نوشته شده‌است ۳۰۵۰ متر است که در ابتدای کوه خاک ان شن و ماسه ای که در ارتفاعات

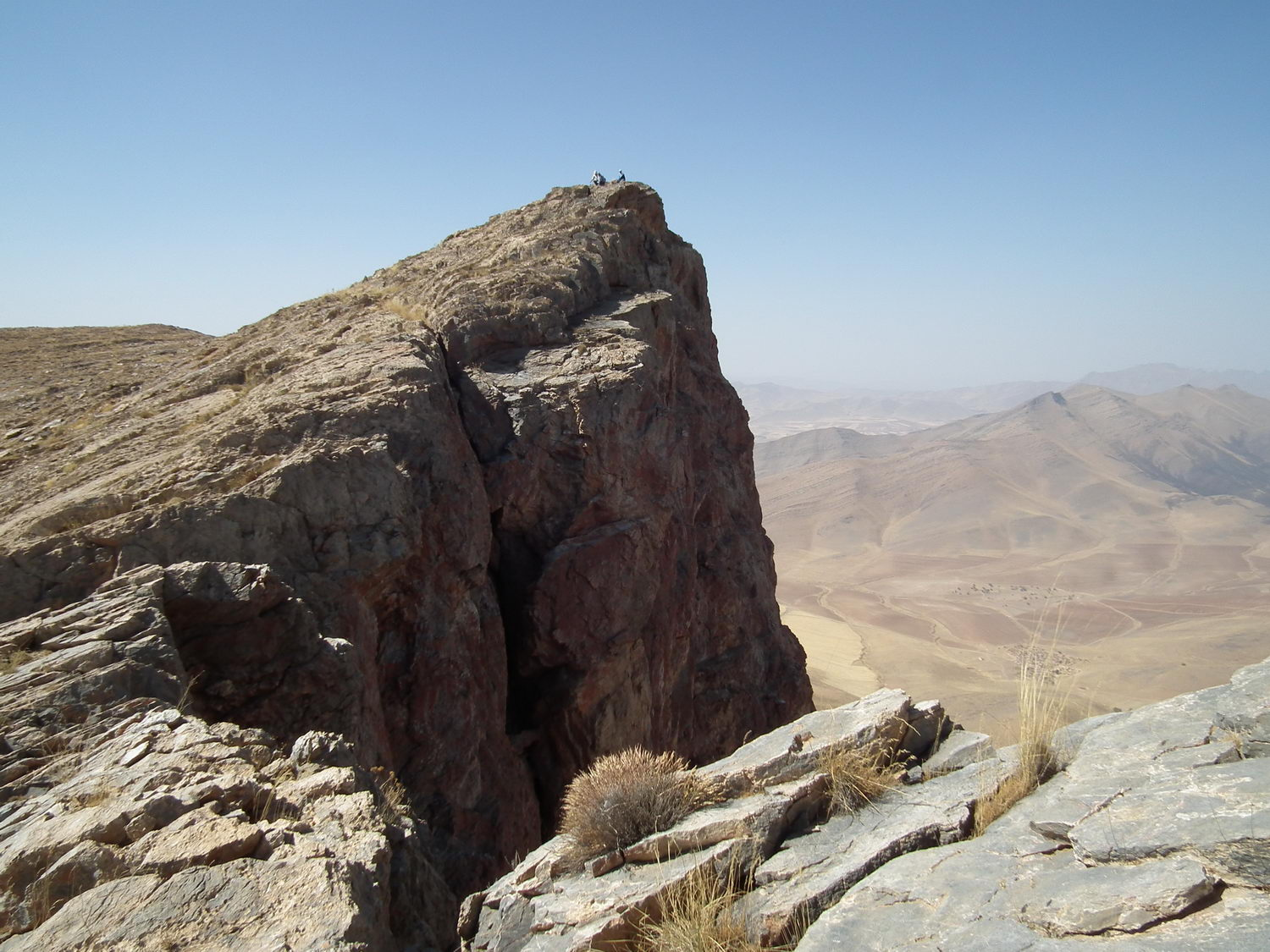

بالاتر صخره ای سنگی تغییر می‌کند که غار ان در قسمت جنوبی قله قرار دارد.

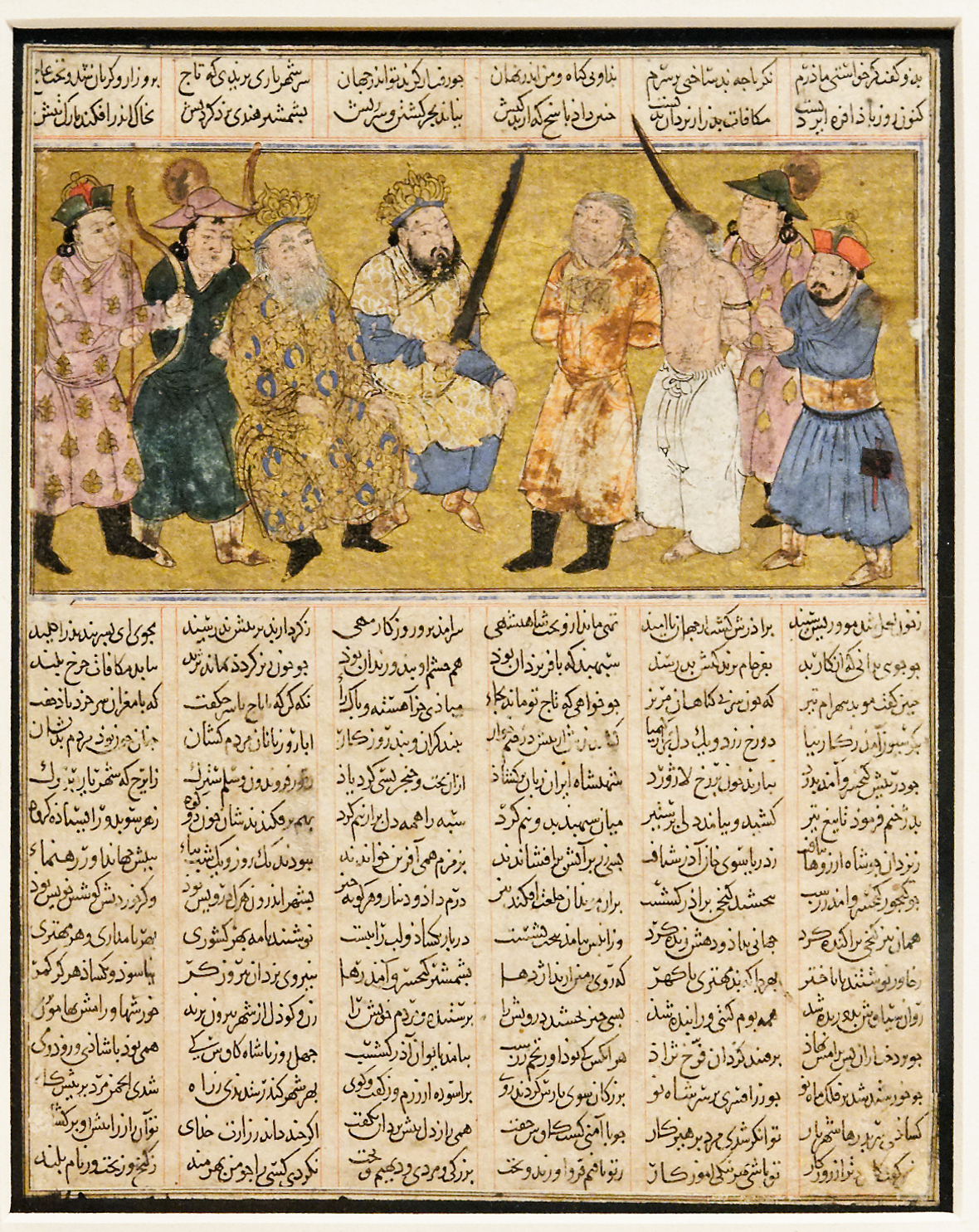

این کوه به خاطر غاری که در آن وجود دارد یکی از اماکن مقدس و همچنین اسطوره‌ای، برای پیروان دین زرتشتی است؛ و هر سال زرتشتیانی از هندوستان و شهرهای ایران جهت زیارت و ادای احترام در این محل گرد هم می‌آیند.
نام روستای دامنهٔ این کوه گوره زار است. اصلی‌ترین روستایی که دقیقاً در دامن این کوه قرار گرفته و بهترین و زیباترین نمای این کوه از طرف این روستا قابل مشاهده است به نام گوشه علیا. نشانی این کوه و روستای گوشه علیا به این ترتیب است کیلومتر ۵۰ جاده اراک خنداب وارد روستای عباس‌آباد بعد سِناوُرد بعد اناج و حدود ۶ کیلومتر بعد از اناج می‌رسی به گوشه علیا که واقعاً هم در زاویه شرا قرار گرفته.

## اسطوره‌شناسی
کوه و غار شاه کیخسرو از نگاه اسطوره‌شناسی در ایران جایگاهی والا دارد. با توجه به موقعیت ویژهٔ این کوه/غار و منطبق شدن ویژگی‌های جغرافیایی آن با اسطورهٔ کیخسرو در شاهنامه و اسطوره‌های ایرانی، این کوه جایگاه ویژه‌ای در کوه‌های اسطوره‌ای ایران پیدا کرده‌است. این کوه برای زرتشتیان مقدس بوده و هوویک میناسیان گفته‌است که در سال‌های نه چندان دور، این غار بین ۲۰۰ تا ۳۰۰ هزار زیارت‌کننده زرتشتی داشته که تعدادی از آنان در شمار پارسیان هند بوده‌اند.
با توجه به همین مقدس بودن، در دورهٔ صفوی، شاه سلیمان، شمعدان‌هایی را برای غار پیشکش کرده بود.
استاد ابراهیم دهگان مورخ صاحب نام استان مرکزی دربارهٔ کوه شاه زنده در کتاب گزارشنامه در سال ۱۳۴۲ شمسی می‌نویسد: «کوه شاه زنده که در مجاورت روستای گوره زار واقع شده دارای غاری است به ۳٫۵ متر طول، ۳٫۵ متر عرض و حدود ۳ متر ارتفاع. محل توجه و زیارت گاه پارسیان بوده‌است. راه سخت گذری دارد که از راه روستای اسکان و روستای الرگ به آن جا رفت‌وآمد می‌کنند. در بین غار مشتی شمعدان شکسته و آثار نذورات دیده می‌شود. در وجه تسمیه نام این غار به غار شاه زند حکایت کیخسرو را بیان می‌کنند. کیخسرو پس از ۶۰ سال سلطنت دل از دنیا برکند و آماده سفر معنوی گردید. سران و بزرگان لشکر را در دشتی گرد آورد و لهراسب را به داشتن فر کیانی معرفی نمود و گفت آهنگ سفر معنوی دارم.
رستم دستان، گودرز، گیو، بیژن، گستهم، فریبرز، طوس و مغراران از ایرانیان رو به کوه و دشت نهادند. همه رفتند جز طوس و گیو و فریبرز و بیژن که یک شبانه روز با کیخسرو بودند، به چشمه رسیدند شب را در آن جا ماندند. کیخسرو گفت فردا مرا نخواهید دید شما هم این‌جا نمانید. برف خواهد بارید و شما نابود خواهید شد. همراهان کیخسرو نشنیدند، شب را ماندند، صبح برخاستند شاه را ندیدند، برف باریدن گرفت و همه هلاک شدند، می‌گویند آن چشمه همان است که مستوفی آن را به چشمه کیخسرو نامیده، در پای راسوند و اکنون به نام بلاغ نزدیک به ده حک واقع است و آن کوه که کیخسرو در آن پنهان شده همین کوه گوره زار معروف به کوه شاه زنده است و آن دشت واقع در جاپلق موسوم به برفیان است.
اما خود کلمه شازند یا شاه زند یا شاه زنده به زبان عامه شاه زنده معروف است و می‌گویند کیخسرو در این غار پنهان شده و روزی فریدون وار سر از غار بیرون کشیده و دنیا را پر از فر کیانی خواهد نمود. ابراهیم دهگان در ادامه افزوده‌است «به هر صورت اسم شازند اسم غار یا کوهی است بالای ده گوره زار و در سال ۱۳۱۷ خورشیدی به این ده اطلاق گردیده و اکنون جزء مشاهیر امکنه قرار گرفته‌است. در این‌جا بی تناسب نمی‌داند که نامی از گوره زار برده باشد، در حوالی ده چند گور است که سنگ‌های بزرگی بر آن افتاده، می‌گویند این قبور هفت‌گانه متعلق به سران لشکر کیخسرو بوده‌است که در این‌جا ماندند.
نویسنده خود محل را مشاهده کرده‌است. دهگان در ادامه می‌نویسد:در وجه لغت گوره زار هم گمان می‌کنم که از گور به معنی قبر گرفته نشده باشد و هم چه لغتی ما در پارسی کمتر دیده‌ایم بلکه از گوره خر یا گور به معنی حیوان که در این نواحی به کثرت وجود داشته گرفته شده‌است.»

فرهنگ جغرافیایی ایران در جلد دوم صفحه ۲۶۱ در سال ۱۳۲۸ شمسی دربارهٔ کلمه گوره زار آورده‌است:
«دهی است جزء دهستان شراء بالا بخش کمیجان شهرستان اراک. ۷۲ کیلومتری جنوب کمیجان. ۱ کیلومتری راه عمومی شراء در دامنه کوهستان سردسیر و سکنه آن ۵۱۴ نفر مسیحی و ارمنی… نزدیک قریه در دامنه کوه شاه زنده هفت قبر بزرگ از ارامنه خیلی قدیم به جا مانده که به قبر هفت برادران یا هفت کسان معروف است و در کوه شاه زنده غاری وجود دارد که زرتشتیان آن را محل غیبت شاه کیخسرو می‌دانند. این غار و آن قبور مورد توجه هموطنان زرتشتی است. می‌گویند وقتی کیخسرو از سلطنت کناره گرفت با هفت تن از سرداران شبی را در این حدود گذراند و اصرار نمود یاران مراجعت نمایند. آنان قبول ننموده و صبح آن روز اثری از شاه ندیده و در نتیجه تفحصات زیاد در اثر سرما و طوفان هلاک شدند.
غار کوه:دهانهٔ ورودی غار درون چاله ای است و اندازهٔ آن حدود دو در یک و نیم متر است. پس از دهانه، دهلیزی با امتداد شرقی- غربی و ۱۸ متر درازا با پهنایی کم حدود ۲متر وجود دارد که در پایان به حفره ای اتاق مانند می‌رسد که زیر چند تخته سنگ قرار دارد و چاهی نیز به سمت بالا دارد. دهانهٔ غار تنها چند گام پایین‌تر از قلهٔ کوه قرار دارد. البته روی کوه دوقلهٔ شمالی و جنوبی و به فاصلهٔ بسیار کوتاهی از یکدیگر قرار دارند و غار شاه کیخسرو در نزدیکی قلهٔ جنوبی جای دارد. به دلیل وجود دو دهانهٔ چاهی در بالای غار، در طول روز، غار کاملاً تاریک نیست.

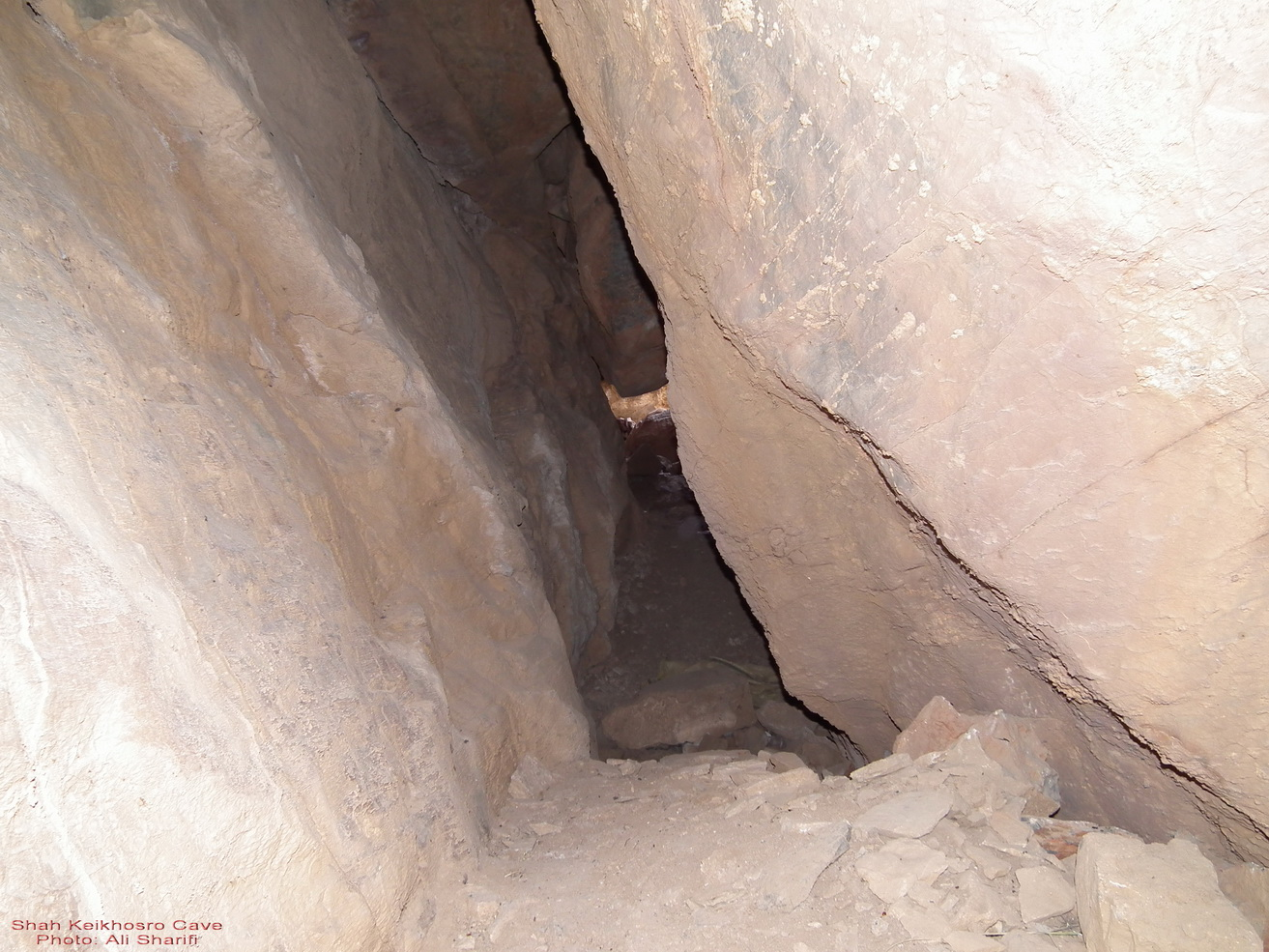